# Ischnura nursei
Ischnura nursei – gatunek ważki z rodziny łątkowatych (Coenagrionidae). Występuje w Azji Południowej oraz Iranie, Omanie i Zjednoczonych Emiratach Arabskich.